# الكهف الأزرق (مالطة)

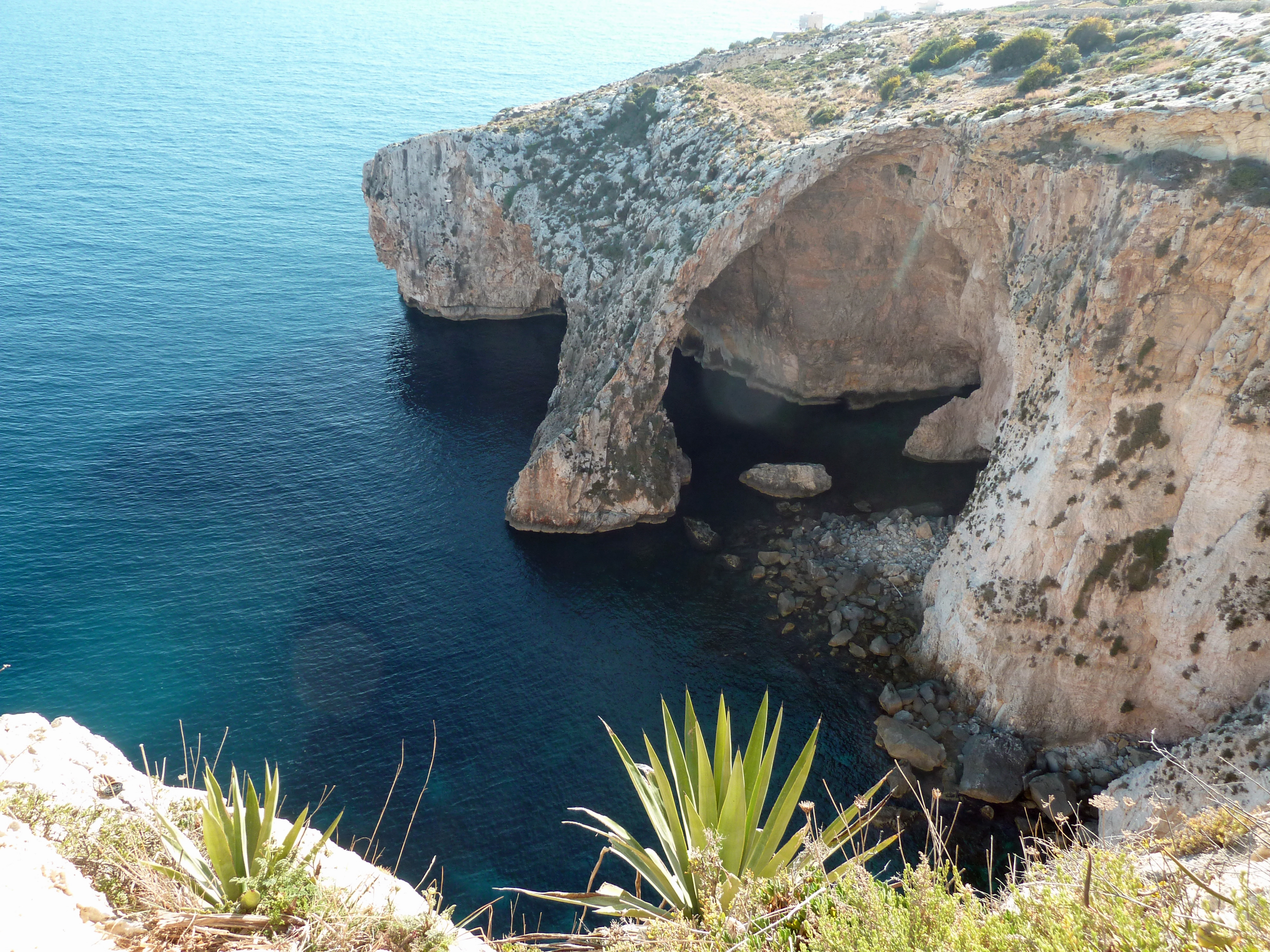
المظهر الخارجي للكهف

الكهف الازرق بمالطا هو كهف بحري بطول 43 متر وعمق يصل إلى 40 متر.
هذا الكهف متشابك مع 6 كهوف أخرى متتابعة. وهو يقع في الجنوب الغربي لجزيرة مالطة. ويعتبر منطقة سياحية مشهورة بمياهها الزرقاء واحجارها الكريمة الخضراء.